# Дивакуваті родичі (сезон 8)
Дивакуваті родичі (сезон 8) почав виходити в США з 12 лютого 2011 по 29 грудня 2011 року.

## Серії
| № в цілому | № в сезоні              | Назва                    | Режисер(и)             | Сценарист(и)                                                              | Показ в        | Показ в | Глядачі США (у мільйонах) |
| 118 | 1                       | Love Triangle ()         | Кен Брюс і Гері Конрад | Дейв Томас, Кевін Салліван, Вілл Счіфрін, Бутч Хартман і Рей Де Лаурентіс | 12 лютого 2011 | TBA     | N/A                       |
| --- | ----------------------- | ------------------------ | ---------------------- | ------------------------------------------------------------------------- | -------------- | ------- | ------------------------- |
| Пуф і Фуп змагаються за місце в шкільному мюзиклі, тому що той хто буде "Печивком", того поцілює нова учениця початкової школи магів. |                         |                          |                        |                                                                           |                |         |                           |
| 119 | 2a                      | Operation: Dinkleberg () | Кен Брюс               | Рей Де Лаурентіс і Вілл Счіфрін                                           | 26 лютого 2011 | TBA     | N/A                       |
| Містер Тернер одержимий ідеєю довести, що Дінкберг це зло і бере Тіммі шпигувати за ним.                                              |                         |                          |                        |                                                                           |                |         |                           |
| 2b | Spellementary School () | Мішель Брайан            | Кевін Салліван         | 26 лютого 2011                                                            | TBA            | N/A     |                           |
| З першого дня в початковій школі Пуф і Фуп конкурують за те, хто буде улюбленцем.                                                     |                         |                          |                        |                                                                           |                |         |                           |